# Victoria – An Empire Under The Sun
Victoria – An Empire Under The Sun ist ein 2003 veröffentlichtes Echtzeit-Globalstrategiespiel für Windows und macOS und der erste Ableger der namentlich an die englische Königin Victoria angelehnten Serie von Paradox Interactive. Die Serie ist im Zeitalter der industriellen Revolution und des Imperialismus angesiedelt. Die zwei Nachfolger Victoria II aus dem Jahre 2010 sowie Victoria 3 aus dem Jahre 2022 führten die Serie fort.
Das Spiel weist Ähnlichkeiten mit den ebenfalls von Paradox entwickelten Spielen Europa Universalis und Hearts of Iron auf.

## Spielprinzip
Der Spieler lenkt die Geschicke einer Nation und steuert für sie Wirtschaft, Politik, Forschung, Innen- und Außenpolitik sowie auch Kriegsführung. Es sind weltweit alle Nationen spielbar, sowohl große (z. B. Deutsches Reich/Preußen, USA, Russland, Österreich-Ungarn usw.) als auch kleinere (z. B. Siam, Persien, Portugal). Zusätzlich kann man zum Prestigegewinn Kolonien beanspruchen und so seinen Einflussbereich vergrößern.
Das Spiel hat ein System aus sogenannten Siegespunkten. Ziel des Spiels ist es, so viele Punkte wie möglich zu erreichen. Die Punkte werden nach drei Kategorien unterteilt:
- Prestige – Kolonien beanspruchen, Kriege gewinnen, Durchführen von sozialen und politischen Reformen, Forschung oder historische Ereignisse.
- Industrie – das Errichten von Fabriken, der Wechsel von Arbeitern und Farmern hin zu Fachkräften und die Verbesserung der Infrastruktur.
- Militär – die Größe und Qualität der Armee und Marine.

Der Spieler ist also angehalten seine Nation wirtschaftlich, kulturell und politisch zu entwickeln. Viele auftauchende Ereignisse stellen dabei den historischen und politischen Verlauf im Zeitalter der industriellen Revolution und des Imperialismus nach.
Der Spieler hat jedoch jederzeit die Möglichkeit auch ahistorische Entscheidungen zu treffen, so dass „Was wäre, wenn?“-Fragen ausprobiert und nachgestellt werden können. Die Komplexität des Spiels sowie die bei jedem Neustart unterschiedlichen Ausgangspositionen schaffen neue Herausforderungen und erhöhen somit den potentiellen Wiederspielwert. So gibt es zum Beispiel acht Großmächte, unabhängige, unzivilisierte Nationen, sowie Satellitenstaaten und Dominions.

### Steuerung
Die in Provinzen unterteilte Weltkarte wird in einer zoombaren Draufsicht dargestellt. Dabei kann man zwischen verschiedenen Ansichten wählen, z. B. Politisch, Geographisch und Aufstandsgefahr.
Das Spiel läuft in Echtzeit mit wählbarer Geschwindigkeit ab, kann aber jederzeit pausiert werden. Alle Befehle können auch während der Pause gegeben werden.
Die Steuerung erfolgt mit Maus und Tastatur.

### Spielmodi
Im Einzelspieler-Modus übernimmt der Spieler eine Nation während alle anderen Nationen vom Computer übernommen werden. Dabei wird jedes Land einzeln berechnet, Allianzen zwischen der vom Spieler gesteuerten Nation und computergesteuerter Nationen sind die Regel. Auch führen die computergesteuerten Nationen Krieg untereinander. Im Mehrspieler-Modus werden mehrere Nationen von Spielern übernommen, am Spielprinzip ändert sich dadurch jedoch nichts.

## Add-on: Revolutions
Mit dem Add-on Revolutions wurde der Zeitraum der Spielhandlung bis in das Jahr 1936 verlängert und ein Spielstandconverter für Hearts of Iron 2: Doomsday hinzugefügt. Man hat also die Möglichkeit sein Victoriaspiel nach HoI2: Doomsday (bzw. HoI2: Doomsday Armageddon) zu exportieren und so die Geschicke seines Landes bis 1953 (bzw. 1964) zu führen.

### Spieltechnische Features
- Kapitalisten bauen nun selbstständig Fabriken und Eisenbahnen je nach Regierungsform.
- Kolonien sind kleiner und können nicht mehr von Anfang an beansprucht werden (man muss Technologien entwickeln). Das führt zu einem spannenderen Rennen um die Kolonien.
- Parteien werden wichtiger, die Regierungsform nimmt einen stärkeren Einfluss auf das Spielgeschehen.
- Komfort-Icons (z. B. es wird angezeigt, wenn Fabriken nicht mit Rohstoffen versorgt werden)
- Neue Events

## Nachfolger
Dem Spiel folgte das 2010 erschienene Victoria II, das dem gleichen Spielprinzip folgt. Die Spielzeit reicht von 1836 bis 1936. Zunächst war es nur möglich, das Spiel 1836 zu beginnen. Später wurde mit der auf den amerikanischen Bürgerkrieg fokussierten Erweiterung A House Divided aus dem Jahr 2012 ein weiteres Startdatum für das Jahr 1861 hinzugefügt. Die nachfolgende Erweiterung Heart of Darkness aus dem Jahr 2013 brachte hingegen kein weiteres Startdatum ins Spiel ein. Im Oktober 2022 wurde der dritte Teil der Reihe veröffentlicht.